# Paul Gérente
Paul Gérente, né le 29 juillet 1851 à Paris et mort le 5 juillet 1913 à Saint-Pierre-de-Chartreuse,, est un homme politique français.

## Biographie
Il est le maire du 16e arrondissement de Paris de 1906 à 1913.